# WME Awards 2020
A 4.ª edição do Woman's Music Event Awards (ou apenas WME Awards 2020) foi realizada em 8 de dezembro de 2020 no Auditório Ibirapuera, na cidade de São Paulo, no Brasil. Promovida em parceria com a Music2!, a premiação homenageou as mulheres da música brasileira. A cerimônia foi apresentada pelas cantoras Preta Gil e Karol Conká. Alcione e Elis Regina foram as homenageadas. A cerimônia foi transmitida ao vivo pelo canal TNT.

## Vencedoras e indicadas
As indicadas foram reveladas em 10 de novembro de 2020. As vencedoras estão listadas em primeiro e destacadas em negrito.

### Voto popular
As vencedoras das seguintes categorias foram escolhidas por votos dos fãs.
| Álbum - Bom Mesmo É Estar Debaixo D'Água – Luedji Luna - Perfume – Daniela Mercury - Lexa – Lexa - Corpo sem Juízo – Jup do Bairro - Mundo Novo – Mahmundi                                                    | Cantora - Elza Soares - Marília Mendonça - Anitta - Luedji Luna - Luísa Sonza |
| DJ - Tamy Reis - Eli Iwasa - Tata Ogan - Lys Ventura - Milian Dolla | Live Musical - Simone & Simaria - Luísa Sonza - Ivete Sangalo - Marília Mendonça - Solange e Márcia Fellipe |
| Música Alternativa - "Tentação" – Drik Barbosa e Àttooxxá - "Duas Águas" – Ju Strassacapa - "Bom Mesmo É Estar Debaixo D'Água" – Luedji Luna - "Você é do Mal" – As Baías e Cleo - "Déjà Vu Frenesi" – Letrux | Música Mainstream - "Braba" – Luísa Sonza - "Me Gusta – Anitta com part. de Cardi B e Myke Towers - "O Amor Que Tu Perdeu" – Mila e MC Jottapê - "Deve Ser Horrível Dormir Sem Mim" – Manu Gavassi e Gloria Groove - "Menina Solta" – Giulia Be            |
| Revelação - Tainá Costa - Jup do Bairro - Agnes Nunes - Carol & Vitoria - Souto MC | Videoclipe - "Deve Ser Horrível Dormir Sem Mim" – Manu Gavassi e Gloria Groove - "Corpocontinente – Céu - "Dollar Euro" – Tássia Reis com part. de Monna Brutal - "Combatchy" – Anitta, Lexa e Luísa Sonza com part. de MC Rebecca - "Braba" – Luísa Sonza |

### Voto técnico
As vencedoras das seguintes categorias foram escolhidas pelas embaixadoras do WME Awards.
| Compositora - Waleria Leão - Letrux - Lari Ferreira - Céu - Luedji Luna | Diretora de Videoclipe - Camila Tuon - Sabrina Duarte - Nina Torres - Belle de Melo - Joyce Prado                                                                |
| Empreendedora Musical - Flavia Cesar - Heloisa Aidar - Dani Rodrigues - Luciana Simões - Nicole Balestro                                                                      | Inovação na Web - Lives Teresa Cristina - UH! Manas TV - Bivolt Experiência Interativa 110v e 220v - Festival Sarará 2020 - Festival No Ar Coquetel Molotov 2020 |
| Instrumentista - Lan Lanh - Érica Silva - Michele Cordeiro - Silvanny Sivuca - Maira Freitas                                                                                  | Jornalista Musical - Lorena Calabria - Kamille Viola - Adriana Barros - Isabela Yu - Patricia Palumbo                                                            |
| Live Musical - Elza Soares – Jazz - Gal Costa – 75 Anos - Mariana Aydar – Ao Vivo na Casa de Francisca - Tulipa Ruiz – Noire - Ana Cañas – Canta Belchior                     | Produtora Musical - Ana Frango Elétrico - Malka Julieta - Natália Carrera - Ráae - Vivian Kuczynski                                                              |
| Radialista - Sarah Oliveira (Eldorado FM) - Fabiane Pereira (Faro MPB) - Roberta Martinelli (Eldorado FM) - Patricia Palumbo (Rádio Vozes) - Sheila Campos (Rádio Cultura FM) | |